# Jeremias August Urlaub
Jeremias August Urlaub (* 26. Oktober 1784 in Hanau; † 1837 in Sankt Petersburg) war ein deutscher Maler.

## Leben
Jeremias August Urlaub war das zweite Kind des Malers Georg Karl Urlaub und dessen Ehefrau Maria Sibylle Krum. Zwei Brüder des Jeremias August, Karl (1774–1836) und Anton († 1820), waren später ebenfalls als Maler tätig. Am 8. November 1809 heiratete Jeremias August Urlaub die Künstlerin Henriette Elisabeth Müller (1783–1836), eine Tochter des Münchener Regierungsadvokaten Wilhelm Sigismund Müller. Aus der Ehe stammen zwei Söhne sowie eine Tochter. Der Sohn Theodor (1814–1888, Vater von Georg Johann Christian Urlaub) übte nachmalig auch den Beruf seines Vaters aus.
Jeremias August Urlaub lebte zunächst in Darmstadt, im Haus des „Hofschreiners Schweins“. Urlaub war dort für Großherzog Ludwig I. beziehungsweise die großherzogliche Galerie als Kunstagent (Kunstsammler) und Gemälderestaurator tätig. Urlaub gab des Weiteren an der Hanauer Akademie kurzzeitig Zeichen- sowie Malereiunterricht, allerdings erhielt er keine langfristige Stelle, weswegen er nach dem Tod seines Vaters, der die letzten Lebensjahre bei seinem Sohn verbracht hatte, nach Aschaffenburg zog. Ab 1829 war Urlaub mit seiner Familie in der Würzburger Rosengasse wohnhaft, auch hier bot er neben der Malerei weiterhin seine Dienste als Restaurator an. 1834 siedelte Urlaub mit seinen drei Kindern nach Sankt Petersburg über, während seine Ehefrau in Würzburg verblieb.

## Werke (Auswahl)

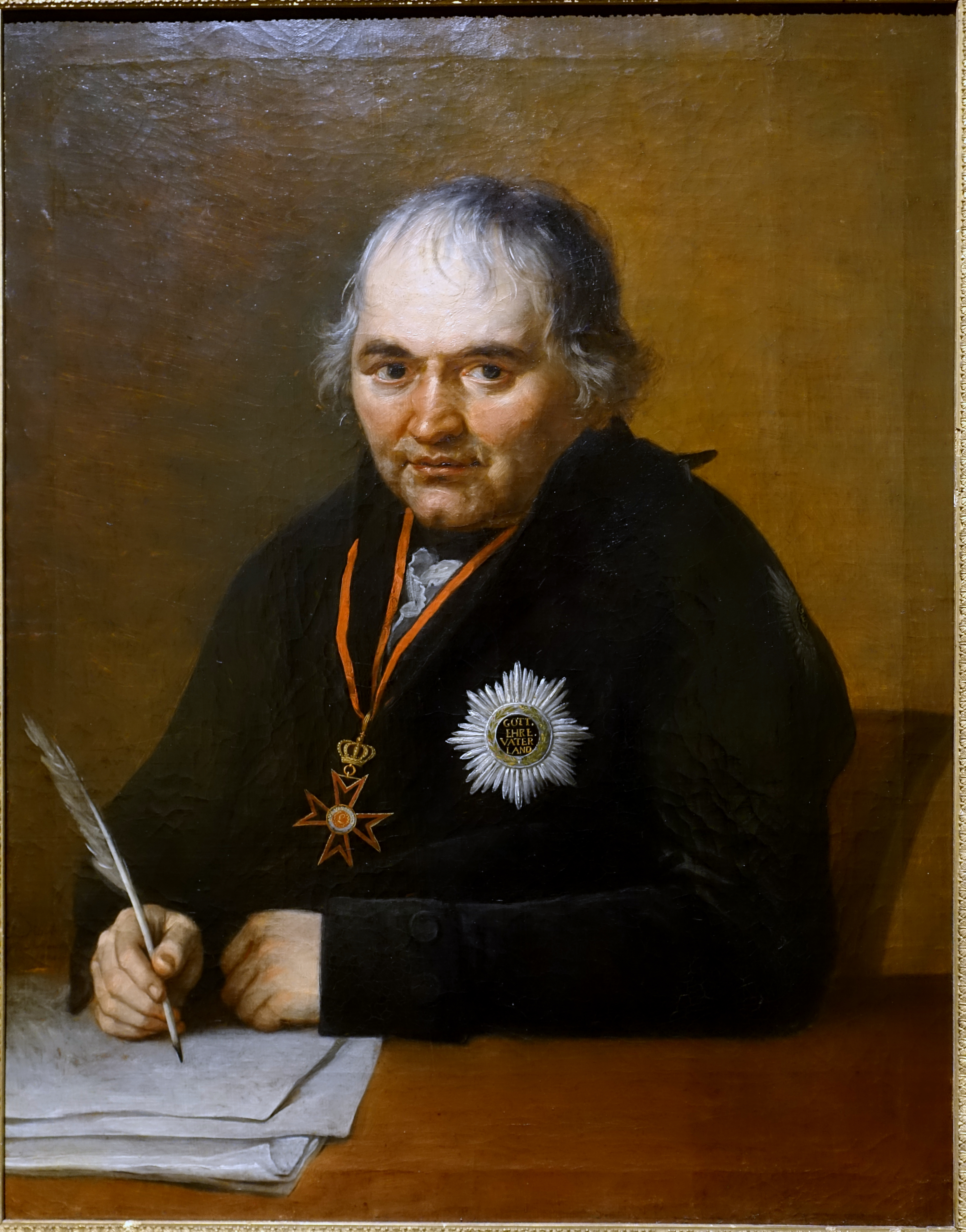
Porträt des Georg Joseph Vogler (1808)
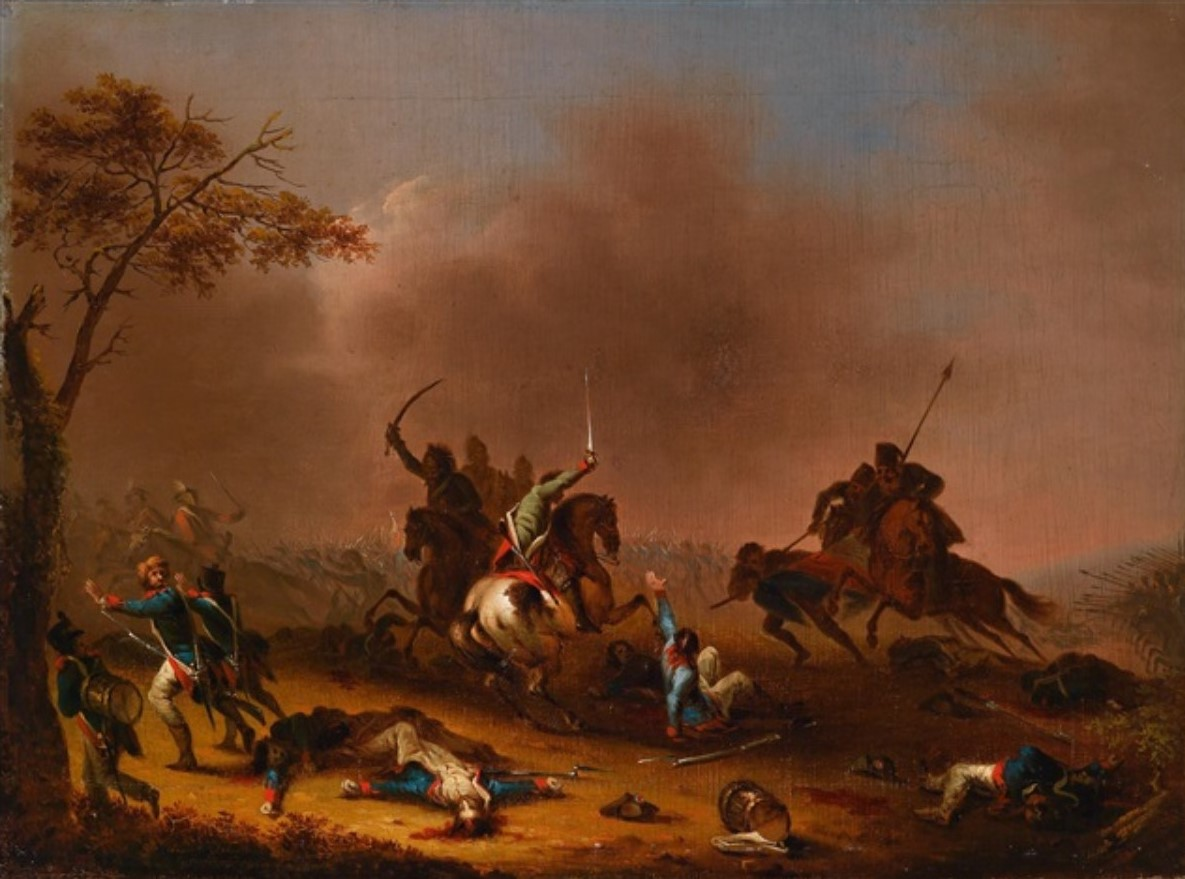
Reitergefecht (1814)
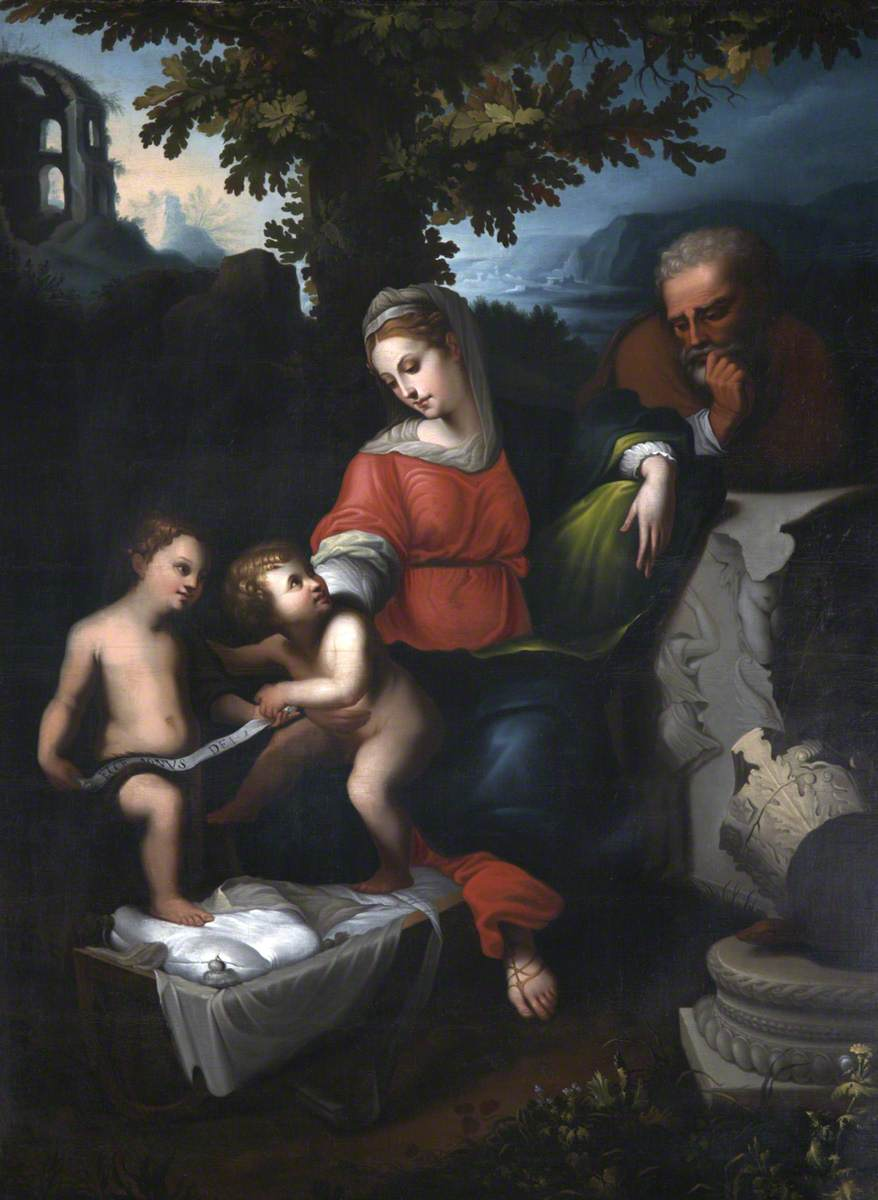
Die Heilige Familie mit Johannes dem Täufer (1816, Kopie nach Raffael bzw. Giulio Romano, Madonna della Quercia)
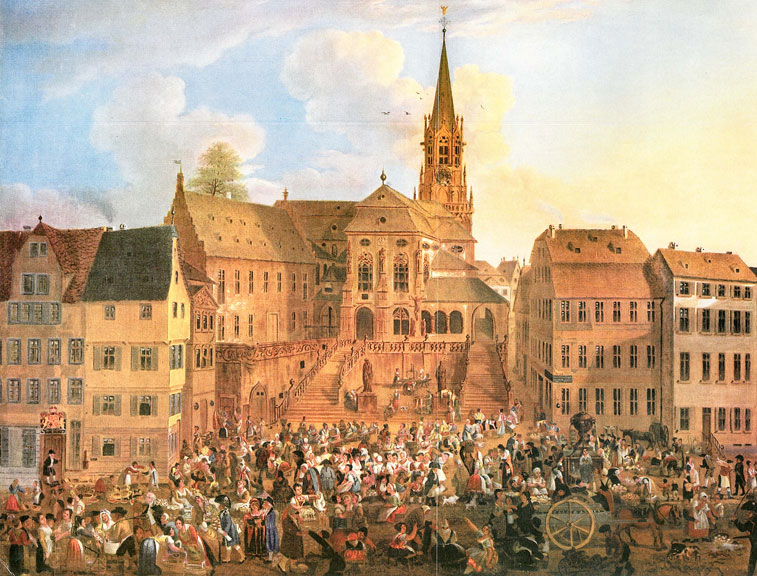
Wochenmarkt auf dem Aschaffenburger Stiftsplatz (1816)
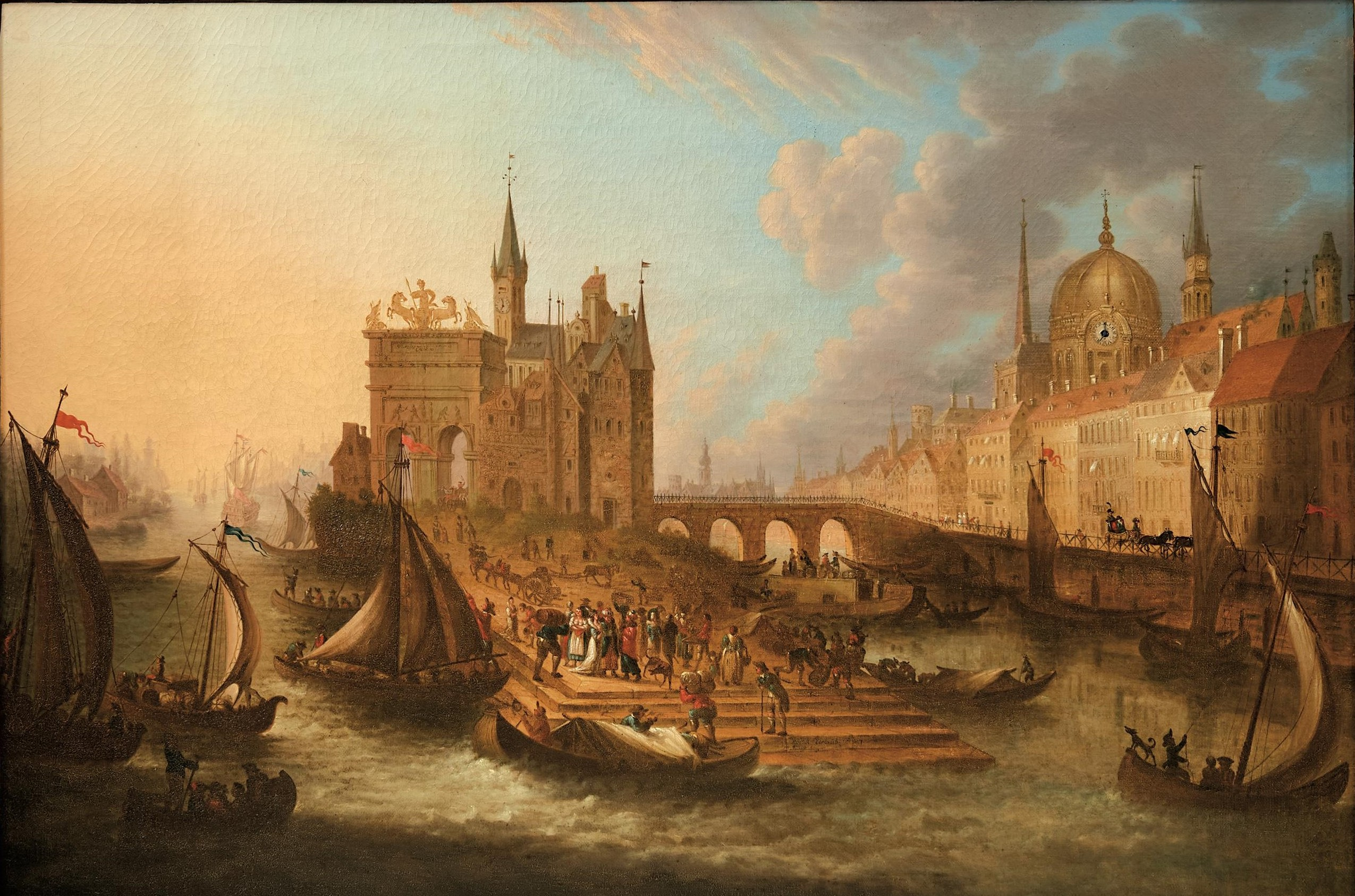
Hafenlandschaft (1817)
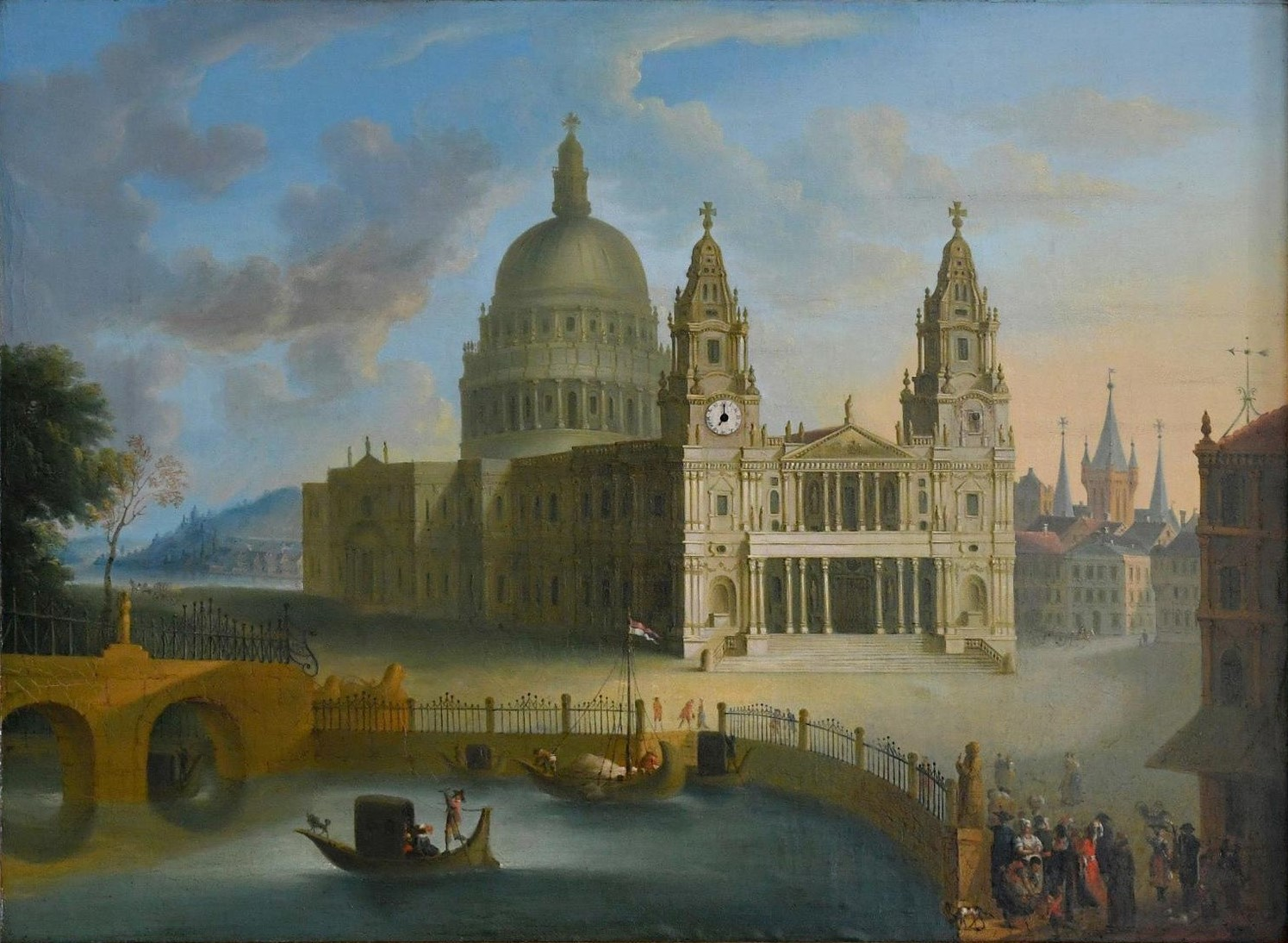
Capriccio (ca. 1825)

Weitere:
- Raubüberfall, Öl auf Leinwand, 30 × 38,5 cm (1818)
- Le Prisonnier des Pillards, Öl auf Leinwand, 30 × 38,5 cm (1818)